# スウェプトオーヴァーボード
スウェプトオーヴァーボード（欧字名:Swept Overboard、1997年2月6日 - 2017年11月1日）は、アメリカ合衆国で生産された競走馬、種牡馬である。

## 競走馬時代
1999年（2歳）、トレーニングセールにおいて上場馬最高タイムを出して注目され、デビュー2戦目で初勝利。2000年（3歳）、サンミゲルステークス (G3) を制し重賞初勝利を挙げた。
2001年（4歳）、サンタアニタ競馬場で行われたエンシェントタイトルブリーダーズカップハンデキャップ (G1) を当時のレコードタイムを上回る1分7秒67で優勝、G1初勝利を挙げた。その後ターフエクスプレスハンデ (G3) も制した。
2002年（5歳）、西海岸から東海岸へ遠征し、メトロポリタンハンデキャップ (G1) を当時のレコードタイムを上回る1分33秒34で勝利した。この年のブリーダーズカップ・スプリントで8着となったのを最後に競走馬引退となった。
芝ダート両方の重賞を勝利しており、出走した20戦のうち着外は4回と成績が安定していることがセールスポイントであった。

## 種牡馬時代
2003年（6歳）、父エンドスウィープが2002年に死亡し、当時日本に後継種牡馬がいなかった影響もあり日本に輸入され社台スタリオンステーションで繋養されることになった。初年度は103頭に種付けを行った。
2006年、この年の種付料は受胎確認後150万円の条件に設定された。6月22日に札幌競馬場で行われたフレッシュチャレンジをヒデサンジュニアが制し、産駒が地方競馬、中央競馬を通じた初勝利を挙げ、7月9日に福島競馬場で行われた2歳新馬戦をマイネルサニベルが制し、産駒が中央競馬初勝利を挙げた。
2007年、この年の種付けシーズン後の12月10日にブリーダーズ・スタリオン・ステーションへ移動した。2008年の種付料は50万円となっていたが、繁殖成績の上昇に伴い徐々に引き上げられ、2016年は受胎確認後80万円である。2017年11月1日、繋養先のブリーダーズ・スタリオン・ステーションにて病気により死亡した。20歳没。
栗山求によると、神経質な気性で、短距離の芝ダートを得意とする仔が多いとしている。幅広い条件で活躍馬を出しており、JRAの平地重賞において最短距離となる1000mのレース（アイビスサマーダッシュ）を制した産駒と最長距離である3600mのレース（ステイヤーズステークス）を制した産駒とをともに輩出した種牡馬は、本馬が初である。

### 年度別種牡馬成績（中央+地方）
| 年     | 出走 | 出走 | 勝利 | 勝利 | 勝利 | AEI  | 収得賞金         |
| 年     | 頭数 | 回数 | 頭数 | 回数 | 順位 | AEI  | 収得賞金         |
| ------ | ---- | ---- | ---- | ---- | ---- | ---- | ---------------- |
| 2006年 | 28   | 101  | 10   | 14   | 147  | 0.98 | 1億515万5000円   |
| 2007年 | 95   | 514  | 46   | 67   | 62   | 0.95 | 3億5176万8000円  |
| 2008年 | 163  | 881  | 68   | 87   | 32   | 1.14 | 7億2683万0000円  |
| 2009年 | 226  | 1511 | 112  | 169  | 32   | 0.91 | 8億348万5500円   |
| 2010年 | 242  | 1846 | 113  | 220  | 25   | 1.08 | 10億1829万1000円 |
| 2011年 | 239  | 1848 | 92   | 169  | 27   | 0.97 | 8億8808万3000円  |
| 2012年 | 254  | 2046 | 112  | 199  | 34   | 0.67 | 6億4040万4500円  |
| 2013年 | 261  | 2203 | 117  | 210  | 28   | 0.73 | 7億2799万3000円  |
| 2014年 | 262  | 2310 | 120  | 220  | 19   | 0.90 | 9億3202万1500円  |
| 2015年 | 251  | 2125 | 104  | 187  | 30   | 0.68 | 6億9442万2000円  |
| 2016年 | 213  | 1968 | 91   | 189  | 31   | 0.76 | 6億7833万8000円  |

- 2016年終了時点[3][4]。

### 主な産駒

#### グレード制重賞優勝馬
太字はGI級競走、競走名の前の国旗は開催国 (日本以外の場合に明記)
- 2004年産
  - アーバンストリート（シルクロードステークス）[5]
- 2006年産
  - フロレンティノ（ ジェファーソンカップ）[6]
- 2007年産
  - パドトロワ（アイビスサマーダッシュ、キーンランドカップ、函館スプリントステークス）[7]
  - キョウエイアシュラ（テレ玉杯オーバルスプリント）[8]
- 2008年産
  - エーシンブラン（兵庫チャンピオンシップ）[9]
- 2011年産
  - レッドファルクス（スプリンターズステークス2回、CBC賞、京王杯スプリングカップ）[10]
- 2013年産
  - リッジマン（ステイヤーズステークス）[11]
- 2015年産
  - オメガパフューム（シリウスステークス、東京大賞典4回、帝王賞、平安ステークス)[12]

#### 地方重賞優勝馬
- 2004年産
  - ヒデサンジュニア（サンライズカップ）[13]
- 2005年産
  - ドリームスカイ（東京ダービー）[14]
- 2007年産
  - ボヘミアン（ジュニアグランプリ）[15]
  - シシノテイオー（道営スプリント）[16]
  - クリスタルボーイ（サマーカップ、園田チャレンジカップ）[17]
- 2010年産
  - エストレーモ（スプリングカップ）[18]
  - タカノアラエビス（仙水峡賞、如月賞、久住山賞）[19]
- 2011年産
  - ノットオーソリティ（栄冠賞、フローラルカップ、ユングフラウ賞、ロジータ記念、東京シンデレラマイル、しらさぎ賞）[20]
  - カクシアジ（園田プリンセスカップ、プリンセス特別、プリンセスカップ (岩手競馬)）[21]
  - ジャリーヴ（ハヤテスプリント）[22]
- 2012年産
  - ステファニーラン（リリーカップ、フローラルカップ）[23]
  - タケルオウジ（サンライズカップ）[24]
- 2016年産
  - エムオータイショウ（イノセントカップ、サッポロクラシックカップ）[25]
  - ニュールック（カペラ賞、飛燕賞）[26]

### 母の父としての主な産駒

#### グレード制重賞優勝馬
- 2015年産
  - グローリーヴェイズ（日経新春杯、香港ヴァーズ2回、京都大賞典）- 父ディープインパクト
- 2020年産
  - ヤマニンウルス（プロキオンステークス）- 父ジャスタウェイ
- 2021年産
  - ヤマニンアルリフラ（北九州記念）- 父イスラボニータ

#### 地方重賞優勝馬
- 2017年産
  - ボルドープリュネ（2020年クイーンカップ） - 父ワールドエース
- 2019年産
  - トーセンキャロル（2022年ひまわり賞、OROオータムティアラ、2023年岩鷲賞）- 父ヴァンキッシュラン[27]
- 2020年産
  - アドワン（2022年園田プリンセスカップ） - 父ストロングリターン
  - リストン（2023年新春ペガサスカップ、新緑賞、駿蹄賞）- 父ミッキーアイル[28]
  - スタードラマー（2023年ハヤテスプリント）- 父フェノーメノ
- 2022年産
  - リコースパロー（2024年ブリーダーズゴールドジュニアカップ、サンライズカップ）- 父シニスターミニスター

## 血統表
| スウェプトオーヴァーボードの血統ミスタープロスペクター系 / Native Dancer5×5=6.25%、My Babu5×5=6.25% | スウェプトオーヴァーボードの血統ミスタープロスペクター系 / Native Dancer5×5=6.25%、My Babu5×5=6.25% | スウェプトオーヴァーボードの血統ミスタープロスペクター系 / Native Dancer5×5=6.25%、My Babu5×5=6.25% | （血統表の出典）             | （血統表の出典） |
| 父系                                                                                                | ミスタープロスペクター系                                                                            | ミスタープロスペクター系                                                                            | ミスタープロスペクター系     | [ § 2 ]          |
| 父 *End Sweep 1991 鹿毛                                                                             | 父の父*Forty Niner 1985 栗毛                                                                        | Mr. Prospector                                                                                      | Raise a Native               | Raise a Native   |
| 父 *End Sweep 1991 鹿毛                                                                             | 父の父*Forty Niner 1985 栗毛                                                                        | Mr. Prospector                                                                                      | Gold Digger                  |                  |
| 父 *End Sweep 1991 鹿毛                                                                             | 父の父*Forty Niner 1985 栗毛                                                                        | File                                                                                                | Tom Rolfe                    | Tom Rolfe        |
| 父 *End Sweep 1991 鹿毛                                                                             | 父の父*Forty Niner 1985 栗毛                                                                        | File                                                                                                | Continue                     |                  |
| 父 *End Sweep 1991 鹿毛                                                                             | 父の母Broom Dance 1979 鹿毛                                                                         | Dance Spell                                                                                         | Northern Dancer              | Northern Dancer  |
| 父 *End Sweep 1991 鹿毛                                                                             | 父の母Broom Dance 1979 鹿毛                                                                         | Dance Spell                                                                                         | Obeah                        |                  |
| 父 *End Sweep 1991 鹿毛                                                                             | 父の母Broom Dance 1979 鹿毛                                                                         | Witching Hour                                                                                       | Thinking Cap                 | Thinking Cap     |
| 父 *End Sweep 1991 鹿毛                                                                             | 父の母Broom Dance 1979 鹿毛                                                                         | Witching Hour                                                                                       | Enchanted Eve                |                  |
| 母 Sheer Ice 1982 芦毛                                                                              | 母の父Cutlass 1970 鹿毛                                                                             | Damascus                                                                                            | Sword Dancer                 | Sword Dancer     |
| 母 Sheer Ice 1982 芦毛                                                                              | 母の父Cutlass 1970 鹿毛                                                                             | Damascus                                                                                            | Kerala                       |                  |
| 母 Sheer Ice 1982 芦毛                                                                              | 母の父Cutlass 1970 鹿毛                                                                             | Aphonia                                                                                             | Dunce                        | Dunce            |
| 母 Sheer Ice 1982 芦毛                                                                              | 母の父Cutlass 1970 鹿毛                                                                             | Aphonia                                                                                             | Gambetta                     |                  |
| 母 Sheer Ice 1982 芦毛                                                                              | 母の母Hey Dolly A. 1974 芦毛                                                                        | Ambehaving                                                                                          | Ambiorix                     | Ambiorix         |
| 母 Sheer Ice 1982 芦毛                                                                              | 母の母Hey Dolly A. 1974 芦毛                                                                        | Ambehaving                                                                                          | Dentifrice                   |                  |
| 母 Sheer Ice 1982 芦毛                                                                              | 母の母Hey Dolly A. 1974 芦毛                                                                        | Swift Deal                                                                                          | Native Charger               | Native Charger   |
| 母 Sheer Ice 1982 芦毛                                                                              | 母の母Hey Dolly A. 1974 芦毛                                                                        | Swift Deal                                                                                          | Miss Barter F-No.8-f         |                  |
| 母系(F-No.)                                                                                         | 8号族(FN:8-f)                                                                                       | 8号族(FN:8-f)                                                                                       | 8号族(FN:8-f)                | [ § 3 ]          |
| 5代内の近親交配                                                                                     | Native Dancer5×5、My Babu5×5                                                                        | Native Dancer5×5、My Babu5×5                                                                        | Native Dancer5×5、My Babu5×5 | [ § 4 ]          |
| 出典                                                                                                | 1. 2. 3. 4.                                                                                         | 1. 2. 3. 4.                                                                                         | 1. 2. 3. 4.                  | 1. 2. 3. 4.      |